# Phrynus tessellatus
Phrynus tessellatus är en spindeldjursart som först beskrevs av Pocock 1894.  Phrynus tessellatus ingår i släktet Phrynus och familjen Phrynidae. Inga underarter finns listade i Catalogue of Life.